# Geerita
La geerita és un mineral de la classe dels sulfurs. Rep el seu nom d'Adam Geer, d'Utica (Nova York), qui la va descobrir.

## Característiques
La geerita és un sulfur de fórmula química Cu₈S₅. Va ser aprovada per l'Associació Mineralògica Internacional l'any 1978. Cristal·litza en el sistema trigonal. Es troba en forma de crostes i com a plaquetes fines. És un mineral que estructuralment es troba estretament relacionat amb la digenita. Pot ser parcial o completament reemplaçat per spanakopita. La seva duresa a l'escala de Mohs es troba entre 3,5 i 4.
Segons la classificació de Nickel-Strunz, la geerita pertany a «02.BA: sulfurs metàl·lics amb proporció M:S > 1:1 (principalment 2:1) amb coure, plata i/o or», juntament amb els minerals següents: calcocita, djurleïta, roxbyita, anilita, digenita, bornita, bellidoïta, berzelianita, athabascaïta, umangita, rickardita, weissita, acantita, mckinstryita, stromeyerita, jalpaïta, selenojalpaïta, eucairita, aguilarita, naumannita, cervel·leïta, hessita, chenguodaïta, henryita, stützita, argirodita, canfieldita, putzita, fischesserita, penzhinita, petrovskaïta, petzita, uytenbogaardtita, bezsmertnovita, bilibinskita i bogdanovita.

## Formació i jaciments
Es troba en dipòsits de magnetita-cromita amb serpentina, o reemplaçant esfalerita. Sol trobar-se associada a altres minerals com: spionkopita, esfalerita, tetraedrita, calcopirita, malaquita, atzurita, brochantita, crisocol·la, cervantita, estibiconita, hemimorfita o calcita. Va ser descoberta l'any 1978 a De Kalb Township, al comtat de St. Lawrence (Nova York, Estats Units). Als territoris de parla catalana ha estat descrita tan sols a la mina Eureka (La Torre de Cabdella, Pallars Jussà).